# Riolita de Aguiró
La riolita de Aguiró es una colada de lava situado en el municipio de La Torre de Cabdella, sobre el pueblo de Aguiró. Muy normal, en los yacimientos de riolita, esta colada se formó a partir de una fuerte erupción. Esta en la provincia de Lérida, Cataluña. Sus coordenadas son: 42.402683° 0.941124°